# Leptorhynchos
Leptorhynchos là một chi thực vật có hoa trong họ Cúc (Asteraceae).

## Loài
Chi Leptorhynchos gồm các loài: